# Sunia Koto
Pour les articles homonymes, voir Koto (homonymie).

a Compétitions nationales et continentales officielles uniquement.

b Matchs officiels uniquement.
Dernière mise à jour le 24 mars 2022.
Sunia Koto Vuli, né le 15 avril 1980 dans la province de Suva (Fidji), est un joueur international fidjien évoluant au poste de talonneur (1,78 m pour 110 kg). Il évolue actuellement avec l'AS Mâcon en Fédérale 1. Il joue au Creusot en fédérale 2 depuis 2018, il sera entraîneur des avants de ce club lors de la saison 2019/2020 tout en restant au talonnage de l'équipe première.

## Biographie

### En club
Après avoir commencé sa carrière aux Fidji, Sunia Koto se fait repérer lors de la coupe du monde 2007 et signe en faveur des London Welsh. Après deux saisons en Angleterre, il prend la direction de la France et s'engage avec le RC Narbonne, club de Pro D2.
Lors de la saison 2013-2014, le RCNM se qualifie pour les barrages d'accession au TOP 14 mais s'incline face à l'US Agen 25-17.
La saison suivante est beaucoup plus difficile et le RC Narbonne ne gagne son maintien que lors de l'avant dernière journée. Tout en prolongeant son contrat d'une saison, Sunia Koto Vuli apportera son aide à Sébastien Petit tout juste retraité qui entre dans le staff espoirs du club.

Pour la saison 2016-2017, il s'engage avec l'AS Mâcon en Fédérale 1.Il joue au Creusot depuis la saison 2018/2019
Il revient avec AS Mâcon. 

### En équipe nationale
Il joue son premier match international avec les Fidji le 3 juin 2005, à l'occasion d'un match contre les Māori néo-zélandais avant d'être titularisé pour la première fois quelques semaines plus tard contre les Tonga.
Il participe à la coupe du monde 2007. Sa sélection termine second de son groupe en devançant les Gallois avant de s'incliner en quart de finale contre l'Afrique du Sud.
Il compte également 2 sélections avec les iles pacifiques en 2008.
Il retrouve la sélection fidjienne en 2011, après deux ans d'absence.

## Carrière

### En Club
- 2007 : Suva Highlanders (Colonial Cup)  Fidji
- 2007 : Fiji Warriors (Pacific Rugby Cup)  Fidji
- 2007-2009 : London Welsh  Angleterre
- 2009-2016 : Racing club de Narbonne Méditerranée  France
- 2016-2018 : AS Mâcon  France
- 2019-2021 : Le Creusot
- 2021- : AS Mâcon  France

### En équipe nationale
- Depuis 2005 :  Fidji : 58 sélections, 10 points
- 2008 :  Pacific Islanders : 2 sélections